# Luigi Albertini
Luigi Albertini, italijanski novinar in politik, * 1871, Ancona, † 1941, Rim.